# Alaska y Dinarama
Alaska y Dinarama est un groupe espagnol de pop rock, originaire de Madrid, acitf entre 1982 et 1989. Une des chanteuses du groupe était Alaska. Le groupe atteint son plus haut niveau de popularité au milieu des années 1980. En 1989, après quatre albums studio et une compilation, il se sépare pour céder la place à la carrière solo de ses membres. Il est considéré comme l'un des groupes de pop espagnole les plus connus des années 1980 en Espagne et dans une partie de l'Amérique du Sud, en particulier le Mexique.
Initialement, Dinarama (stylisé Dynarama dans ses premiers concerts) recrute Carlos Berlanga (guitare), et Nacho Canut à la basse, après la dissolution de leur ancien groupe, Alaska y los Pegamoides. Peu de temps après sa formation, à la fin 1982, Alaska est recrutée au chant.

## Histoire

### Débuts etCanciones profanas(1982–1983)

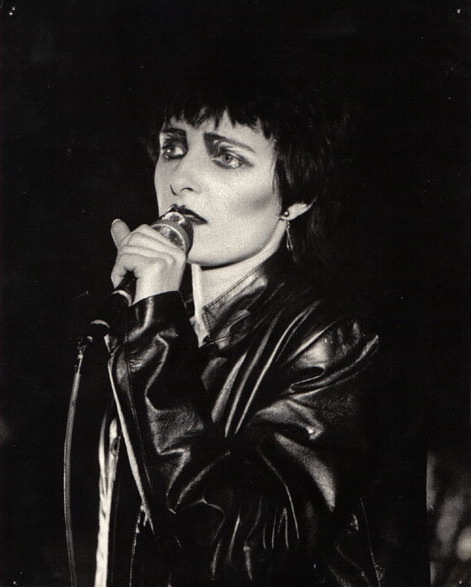
Siouxsie Sioux a influencé le chant d'Alaska.

En 1982, Alaska y los Pegamoides, le groupe qui faisait participer Alaska, Eduardo Benavente, Carlos Berlanga, Nacho Canut, et Ana Curra, entrent dans un processus de « chronique d'une mort annoncée ». Alaska souhaitait à la fois entamer une carrière solo, mais aussi intégrer un nouveau groupe. Nacho Canut, associés aux membres de Pegamoides, formera Parálisis Permanente (avec Benavente et Curra). Finalement, ils décident d'intégrer le nouveau groupe de Carlos Berlanga, Dinarama. Alaska y los Pegamoides joue son dernier concert le 26 novembre 1982 au Sala Yoko Lennon's de Bilbao.
Après quelques changements de formation et de tests, la première performance de Dinarama s'effectue à la fin de 1982 avec Carlos Berlanga (voix et guitare), Nacho Canut (basse et chœurs), Johnny Canut (batterie), Javier de Amezua (saxophone) et, comme choristes et danseurs, Mavi Margarida (ex-chanteur du groupe Línea Vienesa) et Javier Furia. Carlos Berlanga et Nacho Canut souhaitent, à cette période, intégrer une voix féminine à Dinarama. Alaska, de son côté, sans groupe, établit plusieurs possibilités : faire un album solo inspiré par le Moyen Âge et le Camino de Santiago, ou former un groupe. Elle commence à répéter avec PVP, groupe de rock originaire de Madrid. Son manager, Pito, lui proposera enfin de collaborer avec Dianarama. Bien qu'elle ne soit pas complètement convaincue par le groupe, elle décide d'y aller, sachant que deux de ses amis de l'ancien groupe Pegamoides y sont. Au début, il s'agissait d'une collaboration, mais elle en devient rapidement la chanteuse officielle
Carlos devant effectuer son service militaire, il est remplacé par Ángel Altolaguirre, plus tard producteur de leur premier album. Alaska choisira le style musical de l'album, le rock gothique. En mai 1983 sort Canciones profanas et lance sa tournée Dinarama + Alaska, qui coïncide en parallèle avec la mort tragique d'Eduardo Benavente dans un accident de la route. Les deux premiers singles de Dinarama incluent Crisis, publié au label Hispavox, et Perlas ensangrentadas.

### Deseo carnalet fin (1984–1989)
Leur deuxième album est enregistré au cours de l'été 1984. Timana les rejoint à la percussion et les morceaux d'instruments à vents sont arrangées par Tom Parker.

## Discographie

### Albums studio
- 1983 : Canciones profanas
- 1984 : Deseo carnal
- 1986 : No es pecado
- 1989 : Fan fatal

### Compilation
- 1987 : Diez